# Philippe Pétain

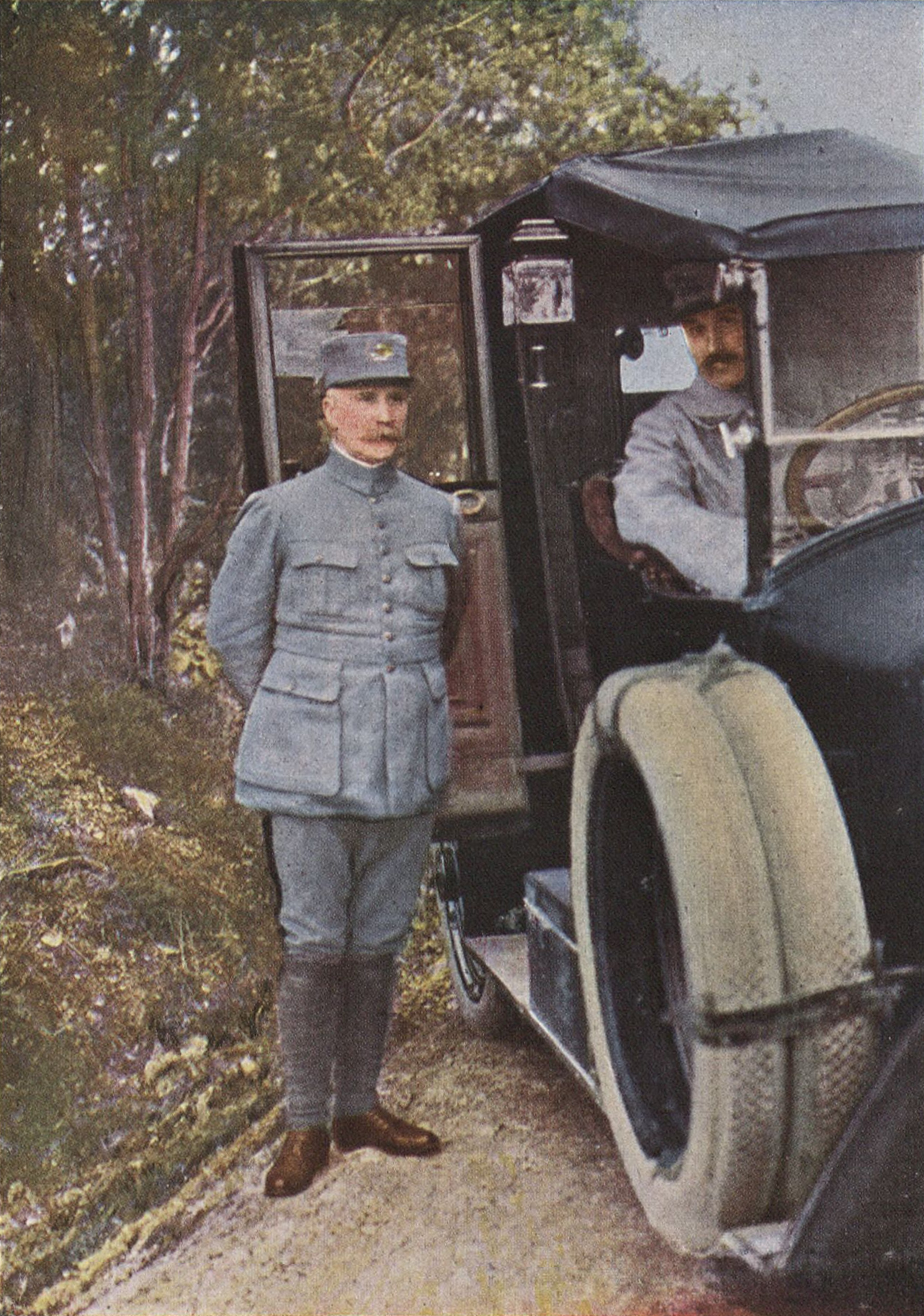
Generał Philippe Pétain w czasie I wojny światowej

Philippe Henri Benoni Omer Joseph Pétain (wym. [petɛ̃], ur. 24 kwietnia 1856 w Cauchy-à-la-Tour, zm. 23 lipca 1951 w Port-Joinville na wyspie Île d’Yeu) – francuski wojskowy, polityk i dyplomata, bohater narodowy uznany za zdrajcę. Podczas I wojny światowej zasłynął dowodząc obroną Verdun, po czym został głównodowodzącym armii francuskiej, awansowano go do marszałka Francji. W międzywojniu był wiceprzewodniczącym Rady Wojennej i Generalnym Inspektorem Armii, starał się zmodernizować siły zbrojne, kierował też francuską interwencją podczas wojny o Rif, został ministrem wojny (1934) i ambasadorem w Hiszpanii (1939). Po wybuchu II wojny światowej mianowany wicepremierem (1940), a w obliczu upadku Francji premierem (1940), po czym Zgromadzenie Narodowe przekazało mu pełnię władzy, lecz skapitulował zamiast utrzymać opór. Ogłosił się szefem kolaboracyjnego Państwa Francuskiego zależnego od III Rzeszy na południu kraju i umożliwił zagładę tamtejszych Żydów. Walkę kontynuowali Wolni Francuzi dowodzeni przez Charlesa de Gaulle’a. Marszałek starał się trzymać z dala od wojny. Po inwazji aliantów na francuskie kolonie stracił niezależność, a po lądowaniu w Normandii zadeklarował chęć przekazania formalnej władzy de Gaulle’owi, przez co internowali go Niemcy. Po wojnie powrócił do Francji i stanął przed sądem. Został zdegradowany i skazany na śmierć za zdradę stanu. Z uwagi na zaawansowany wiek i dawne zasługi karę zamieniono na dożywotnie więzienie.

## Życiorys

### I wojna światowa
Ukończył studia w akademii wojskowej w Saint-Cyr. W chwili wybuchu I wojny światowej miał 58 lat i rozważał już odejście na emeryturę. W sierpniu 1914 wyprowadził swój pułk z okrążenia, za co został awansowany na generała brygady i odznaczony Krzyżem Oficerskim Legii Honorowej. Tak rozpoczęła się jego błyskawiczna, choć spóźniona kariera wojskowa. Odznaczył się w bitwie nad Marną (5–9 września 1914), gdzie dowodził dywizją, za co awansowano go na generała dywizji, a pod Arras miesiąc później stał już na czele korpusu. W czerwcu 1915 awansowany na generała armii, objął dowództwo francuskiej 2 Armii.
Wsławił się skuteczną obroną Verdun, trwającą od lutego do grudnia 1916, zwłaszcza odbiciem fortu Vaux, za co został Wielkim Oficerem Legii Honorowej i dowódcą Grupy Armii Środek. 15 maja 1917, po nieudanym natarciu generała R.G. Nivelle’a nad Aisne, został głównodowodzącym armii francuskiej. W lipcu 1917 odznaczył się jako autor ofensywnych działań armii francuskiej w lesie Houthulst. W październiku 1917 podjął udany atak na pozycje niemieckie wokół fortu La Malmaison. Sprawował dowództwo na froncie zachodnim do zakończenia wojny. 21 listopada 1918 mianowany marszałkiem Francji.

### Po I wojnie światowej (1918–1940)
Po I wojnie światowej wykładał w wyższej szkole wojskowej École supérieure de guerre. W 1920 został mianowany wiceprzewodniczącym Rady Wojennej, a w 1922 Generalnym Inspektorem Armii. Intensywnie pracował nad modernizacją armii francuskiej. W 1921 został odznaczony polskim Krzyżem Walecznych (czterokrotnie) oraz Krzyżem Srebrnym Orderu Wojskowego Virtuti Militari, a w 1922 Orderem Orła Białego. W latach 1925–1926 pomagał tłumić powstanie przeciwko Hiszpanom w Maroku. W 1934 przez osiem miesięcy sprawował funkcję ministra wojny. Jego defensywna koncepcja doktryny wojennej w znacznej mierze przyczyniła się do stworzenia linii Maginota.

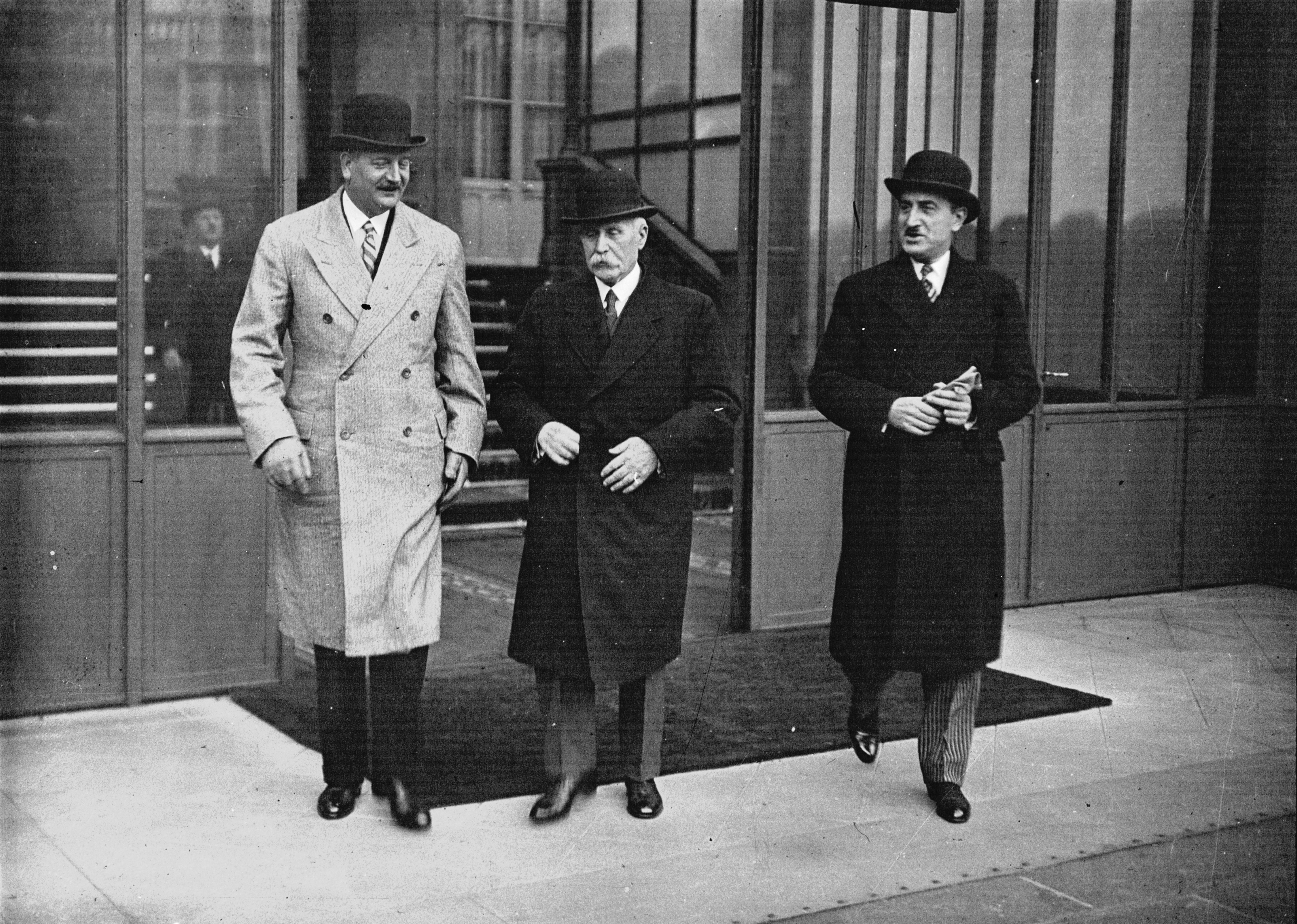
Pétain (pośrodku) jako minister wojny

2 marca 1939 został mianowany ambasadorem Francji w Madrycie, 20 marca złożył listy uwierzytelniające gen. Francisco Franco w Burgos. Nominacja Pétaina była uznaniem przez rząd Francji militarnego rezultatu hiszpańskiej wojny domowej.
Na początku września 1939 Pétain próbował bezskutecznie ostrzec przedstawicieli polskich władz państwowych o istniejących planach internowania rządu RP w Królestwie Rumunii, zainicjowanych przez grupę polityków francuskich (Leon Noël).

### Szef Państwa Francuskiego (1940–1945)

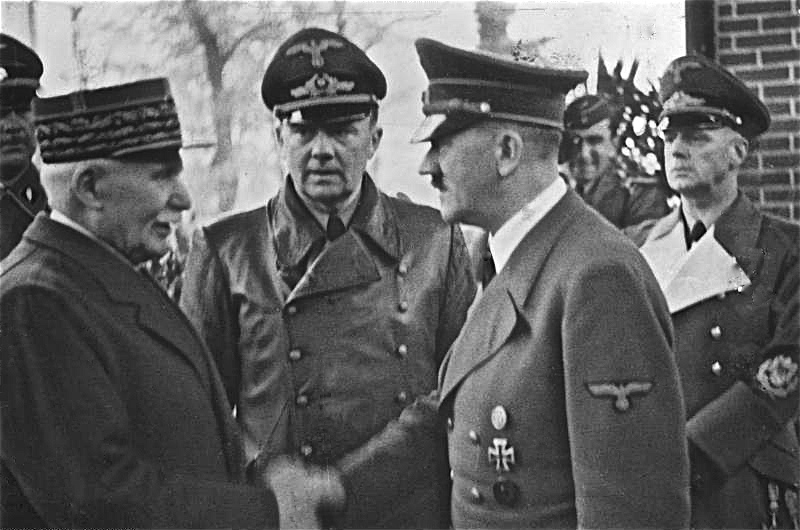
Spotkanie Philippe’a Pétaina z Adolfem Hitlerem w Montoire-sur-le-Loir, 24 października 1940

Podczas II wojny światowej najpierw pełnił funkcję wicepremiera w rządzie Paula Reynauda (od 17 maja 1940), a następnie premiera Francji (od 16 czerwca 1940). Zgromadzenie Narodowe przekazało mu pełnię władzy, widząc w nim męża opatrznościowego, który ocali substancję narodową. 22 czerwca 1940 zawarł separatystyczne zawieszenie broni z Niemcami. 10 lipca 1940 Zgromadzenie Narodowe uchwaliło przekazanie mu nadzwyczajnych pełnomocnictw. Na ich podstawie Pétain ogłosił się Szefem Państwa Francuskiego. Siedzibą centralnej administracji Francji zostało uzdrowisko Vichy (rząd Vichy), do którego przyjechał 10 lipca 1940. Władze Vichy objęły sukcesję po III Republice. Był szefem tego rządu do 1944, choć de facto od końca 1942 (niemiecka okupacja terytorium Vichy po inwazji aliantów w Afryce Północnej) był już tylko marionetką w ręku Niemców.
Podczas wojny prowadził politykę kolaboracji z okupantem, nie wciągając jednak kraju bezpośrednio do działań wojennych. Po inwazji aliantów w Normandii zgłosił w sierpniu 1944 wysłannikowi generała Charles’a de Gaulle’a, przywódcy Wolnych Francuzów, gotowość przekazania władzy. Został przez Niemców internowany, wywieziony do Niemiec i osadzony w zamku Sigmaringen w Badenii-Wirtembergii. Odmówił wykonywania obowiązków głowy państwa, pozostając w areszcie domowym.

### Proces i pobyt w więzieniu (1945–1951)
W kwietniu 1945 powrócił dobrowolnie ze Szwajcarii do Francji, gdzie oddał się w ręce nowych władz francuskich. Proces przed paryskim Sądem Najwyższym rozpoczął się 23 lipca 1945. W skład sądu wchodzili francuscy parlamentarzyści, którzy 5 lat wcześniej przekazali władzę w jego ręce oraz sędziowie i uczestnicy ruchu oporu. Przed procesem został zdegradowany. Rozprawie przewodniczył Paul Mongibeaux. Postawione zarzuty to: zaakceptowanie porażki militarnej w 1940, przekroczenie uprawnień przyznanych przez Zgromadzenie Narodowe, polityka kolaboracji z III Rzeszą, dostarczanie siły roboczej i surowców dla przemysłu wojennego Niemiec (akt oskarżenia nie wspominał o odpowiedzialności za wywiezienie z Francji do obozów koncentracyjnych ponad 75 tys. Żydów). Prokurator Mornet nie wahał się używać określenia „zdrada narodowa”. Żądał dla Pétaina kary śmierci mówiąc, że nawet tak znamienite nazwisko nie może chronić zdrajcy.
Proces toczył się z udziałem i innych oskarżonych. Występowali w nim m.in. Pierre Laval – były premier rządu Vichy, Joseph Darnand – szef prohitlerowskiej milicji. W sądzie zeznawali: Paul Reynaud – były premier i gen. Maxime Weygand. Pétain na sali sądowej występował w mundurze bez dystynkcji i marszałkowskiej buławy, miał przy sobie jedynie kepi i rękawiczki. W rozprawie zabrał głos tylko raz. Argumentował, że zawieszenie broni uratowało Francję i że dzięki pokojowi alianci zachowali kontrolę nad Morzem Śródziemnym. Jednocześnie marszałek nie umniejszał zasług de Gaulle’a: nazwał siebie „tarczą Francji, która chciała uratować kraj przed najgorszym położeniem”, a de Gaulle’a „mieczem Francji, który wziął w swoje ręce walkę o wyzwolenie kraju od zewnątrz”. Wreszcie oświadczył, że sąd w takim składzie nie ma prawa go sądzić i argumentował, że powinien go sądzić cały naród francuski:

Władzę przekazał mi naród francuski, reprezentowany przez Zgromadzenie Narodowe. Sąd Najwyższy w obecnym składzie nie reprezentuje narodu francuskiego; i tylko do niego, do ludu, zwraca się teraz marszałek Francji, głowa państwa… Nie będę odpowiadać na żadne pytania; i to jest jedyne oświadczenie, jakie chcę złożyć.

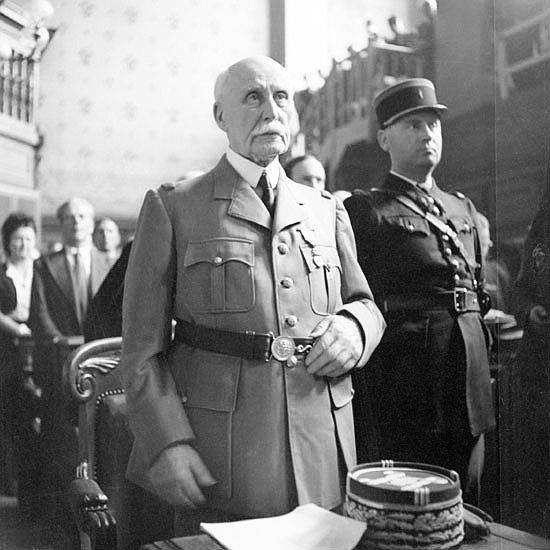
Podczas procesu

15 sierpnia 1945 o godzinie czwartej rano odczytano wyrok. Sąd podtrzymał argumenty oskarżenia i skazał Pétaina na karę śmierci przez rozstrzelanie, jednocześnie apelując do de Gaulle’a o odstąpienie od wykonania kary śmierci ze względu na podeszły wiek skazanego. Z uwagi na to oraz na jego zasługi dla Francji w I wojnie światowej generał de Gaulle ostatecznie zamienił Pétainowi karę na dożywotnie więzienie na wyspie Île d’Yeu, u zachodniego wybrzeża Francji, w Bretanii.

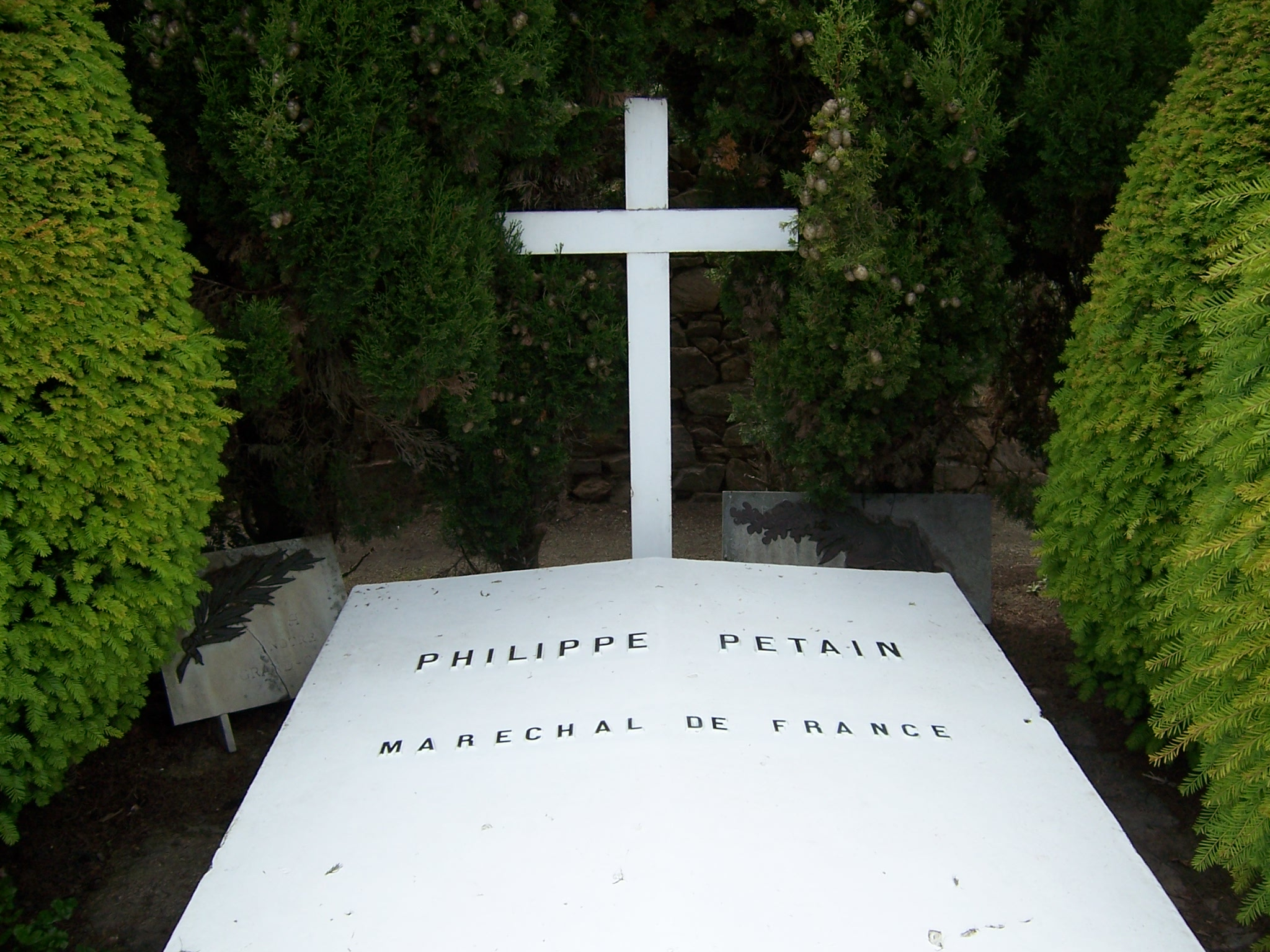
Grób marszałka Francji Philippe’a Pétaina

Philippe Pétain zmarł 23 lipca 1951 w Port-Joinville w wieku 95 lat. Został pochowany dwa dni później na cmentarzu w tym samym mieście. W 1954 Stowarzyszenie w Obronie Pamięci Marszałka Pétaina zorganizowało petycję o przeniesienie jego szczątków na cmentarz żołnierzy poległych w bitwie pod Verdun, co było zgodne z ostatnią wolą marszałka. Petycję podpisało 70 tys. osób. Kolejne francuskie rządy odrzucały to żądanie.

## Znaczenie rządów marszałka Pétaina
Za rządów Pétaina zlikwidowano wszystkie wolności polityczne, a antyklerykalizm Republiki zamieniono na system bardziej przychylny Kościołowi. W miejsce Republiki Francuskiej wprowadzono nazwę Państwo Francuskie (fr. État français). Zmieniono znacznie system wartości, zamiast wolność, równość, braterstwo – praca, rodzina, ojczyzna. Chociaż hymnem państwowym dalej pozostawała oficjalnie Marsylianka (zakazana w strefie okupowanej) to na równi z nią wykonywana była pieśń Maréchal, nous voilà! (pol. Marszałku, oto jesteśmy!) odnosząca się do kultu Pétaina.
Ostatnia ulica nazwana jego imieniem oraz portret Pétaina we francuskim urzędzie zniknęły dopiero w 2013.

## Awanse
- podporucznik (sous-lieutenant) – 1878
- porucznik (lieutenant) – 1883
- kapitan (capitaine) – 1890
- major (commandant) – 1890
- podpułkownik (lieutenant-colonel) – 1907
- pułkownik (colonel) – 31 grudnia 1910
- generał brygady (général de brigade) – 31 sierpnia 1914
- generał dywizji (général de division) – 14 września 1914
- marszałek Francji (maréchal de France) – 21 listopada 1918 (zdegradowany w 1945)
- szeregowiec (le simple soldat) po degradacji – 15 sierpnia 1945

## Odznaczenia

### Francuskie
- Legia Honorowa:
  - Kawaler (1901)[21]
  - Oficer (1914)[21]
  - Komandor (1915)[21]
  - Wielki Oficer (1916)[21]
  - Krzyż Wielki (1917)[21]
- Order Gwiazdy Anjouan – Krzyż Wielki (ex officio)
- Order Smoka Annamu – Krzyż Wielki (ex officio)
- Order Kambodży – Krzyż Wielki (ex officio)
- Order Gwiazdy Czarnej – Krzyż Wielki (ex officio)
- Order Błyszczący – Krzyż Wielki (ex officio)
- Medal Wojskowy (1918)[a]
- Krzyż Wojenny 1914–1918

### Zagraniczne
- Order Orła Białego (Polska)
- Order Virtuti Militari V klasy (Polska)[22]
- Krzyż Walecznych trzykrotnie (Polska)
- Order św. Michała i św. Jerzego[23] (Wielka Brytania)
- Medal Sił Lądowych za Wybitną Służbę[24] (Stany Zjednoczone)
- Order Krzyża Wolności[25] (Estonia)
- Łańcuch Orderu Karola III[26] (Hiszpania)
- Krzyż Zasługi Wojskowej[27] (Hiszpania)
- Medal Wojskowy[28] (Hiszpania)
- Order Świętego Jerzego[29] (Imperium Rosyjskie)